# Biblioteca del Real Instituto de Estudios Asturianos
La Biblioteca del Real Instituto de Estudios Asturianos (BARIDEA) es una entidad pública encargada del depósito del patrimonio bibliográfico y documental de Asturias.
La Biblioteca y Archivo del Real Instituto de Estudios Asturianos tiene su sede en el propio Instituto, en el Palacio Conde de Toreno, situado en pleno centro histórico de Oviedo, entre el edificio histórico de la Universidad y la Catedral. Está especializada en fondos bibliográficos y documentales sobre Asturias, autores y sus obras en cualquier campo del conocimiento y es uno de los centros de investigación y estudio propios con los que cuenta el RIDEA. Este se constituyó formalmente en el verano de 1946, bajo los auspicios de la Diputación Provincial, la cual cedió una parte de sus fondos bibliográficos para formar el núcleo fundacional de la actual Biblioteca; así como la pequeña parte que se conservaba de la biblioteca y del archivo de la Sociedad Económica de Amigos del País de Asturias. El centro tiene como uno de sus principales objetivos es el apoyo al estudio y la investigación relacionados con Asturias y con la cultura asturiana en cualquiera de sus aspectos. 
La normativa por la que se rige es la Ley y el Reglamento del RIDEA que  dispone que, al frente de la misma y formando parte de la Junta Directiva del Instituto, haya un Bibliotecario Conservador, además de la bibliotecaria. La citada Ley también indica que el centro debe coordinarse con las demás bibliotecas y archivos de la comunidad «especialmente con la Biblioteca de Asturias y con el Archivo Histórico de Asturias». Al igual que estos, para los trabajos técnicos se sigue la normativa nacional e internacional aceptada en todo el Estado para las bibliotecas y archivos públicos.

## Servicios
Los servicios más importantes que presta son:
- Consulta en sala de todos los fondos bibliográficos y documentales del RIDEA.
- Información y referencia relacionada con la cultura asturiana, tanto en la biblioteca como por medio los sistemas habilitados a tal fin (teléfono, web, correo, etc.).
- Acceso al Catálogo de la biblioteca, a la Red de Bibliotecas  Públicas de Asturias Archivado el 21 de noviembre de 2016 en Wayback Machine. y a los catálogos colectivos de los que forma parte, como el Catálogo Colectivo del Patrimonio Bibliográfico Español o la Biblioteca Virtual del Principado de Asturias (BVA), a través de la cual se coopera con el portal digital  Hispana y  con la biblioteca digital  Europeana.
- Acceso a los inventarios de archivo de los fondos propios, integrados en  el portal  Archivos de Asturias
- Acceso al portal de Prensa Histórica del Ministerio de Cultura, con el que colabora aportando fondos para digitalizar.
- Reproducción de documentos bien por fotocopia o copia digital o mediante fotografía con cámaras propias, de acuerdo todo ello con la legislación vigente.
- Préstamo bibliográfico o documental para exposiciones, publicaciones o actividades culturales encaminadas a difundir la historia y la cultura asturiana.

## Fondos
El conjunto  bibliográfico y documental que conforma la Biblioteca y Archivo del Real Instituto de Estudios Asturianos está organizado en tres secciones, de acuerdo a cada tipo materiales que lo conforman:

### Biblioteca
La Biblioteca del Real Instituto de Estudios Asturianos cuenta con más treinta mil títulos de libros y folletos y se organiza en tres secciones o fondos:
- Fondo Asturiano:[2] Obras de autor, temática o edición asturiana entre en las que podemos encontrar una variada e interesante miscelánea de todo tipo de monografías, folletos, conferencias, comunicaciones presentadas en congresos, separatas...
- Fondo Antiguo:[3] Bajo esta denominación genérica están agrupadas bibliotecas que se han mantenido individualizadas por su procedencia bajo el nombre de su propietario original, por ser estos importantes personalidades e instituciones de la cultura asturianos que han legado, cedido o vendido sus bibliotecas al Instituto. Además de los ya mencionados de la Diputación y de la Sociedad Económica, cabe destacar una parte de Biblioteca de catedrático y rector de la Universidad de Oviedo, Fermín Canella, la de su hijo Carlos Canella, la del bibliófilo y escritor Máximo Fuertes Acevedo, la del historiador sierense Fausto Vigil, la del etnógrafo y folklorista asturiano Constantino Cabal, la donación de la Familia Álvarez Buylla o la biblioteca de las empresas Figaredo, entre otras.
- Fondo General:  Formado por las publicaciones que el Instituto ha ido adquiriendo por intercambio de sus publicaciones con diferentes institutos de estudios locales e instituciones españolas y extranjeras. Mención específica merece en este apartado la donación de una parte del fondo de la Editorial Porrúa de México, cuyos propietarios son de origen asturiano.

### Hemeroteca
La hemeroteca del RIDEA está formada por unos 400 títulos de revistas científicas y culturales que se reciben por intercambio con las publicaciones del Instituto y por una pequeña colección de periódicos antiguos, como periódico Castropol o varios volúmenes del El Carbayón, u otros más modernos pero igualmente de gran interés, como la colección más completa que se conserva del periódico ovetense Región (1924-1958).

### Archivo
Los fondos archivísticos del RIDEA están constituidos, además de por el archivo de la propia institución, por otros fondos documentales llegados por legado, compra o depósito de sus propietarios. El archivo está ordenado en dos secciones:
- Archivo documental: Formado por el Archivo de Valdecarzana, que reúne el Archivo de la Casa Miranda  (ss. XIII-XIX), una parte del archivo de la Colegiata de San Pedro de Teverga (ss. XIV-XIX) y de su filial la Colegiata de San Martín e Gurullés (ss. XV-XVIII); el ya mencionado Archivo de la Sociedad Económica de Amigos del País de Asturias (1780-1925); el Fondo de la Casa Gómez de Berducedo (XVI-XIX), el del consorcio de empresas de la familia Figaredo (1786-1950), el de la casa de Publicidad Brun (1950-1995) o el de José Ramón Tolivar Faes (1917-1995).[4]

- Archivo fotográfico:[5] Formado por una pequeña pero interesante colección de fotos en blanco y negro y color, entre las que se encuentran las dedicadas a los monumentos asturianos realizadas por los afamados fotógrafos Mas (Barcelona)[6] y Moreno (Madrid),[7] así como del arquitecto restaurador de la catedral de Oviedo Ferrant,[8] o de los asturianos Francisco Ruiz Tilve, Magín Berenguer, Francisco Sarandeses e Isidoro Cortina. Cabe destacar, por su singularidad y antigüedad, el valioso fondo que constituyen las placas de cristal del fotógrafo ovetense Luis Muñiz Miranda (1850-1927), muchas de ellas tomadas para su proyecto de  fotografiar el paisaje y el patrimonio artístico asturiano del siglo XIX.

## Galería

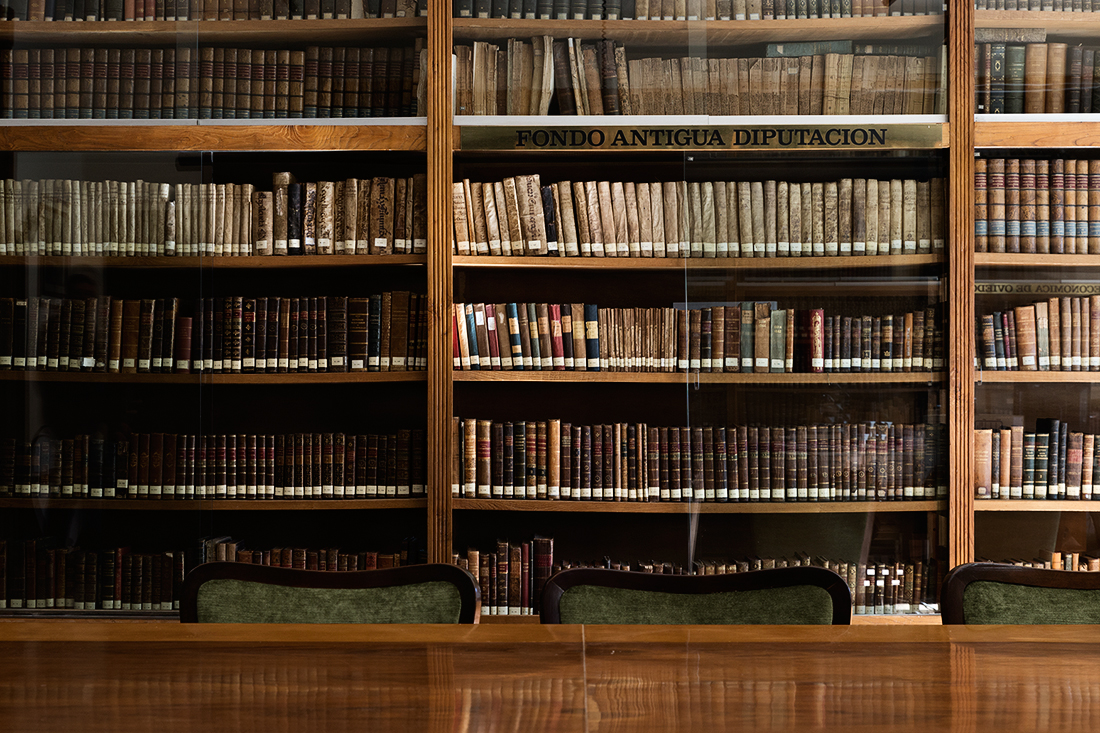
Fondo Diputación de la Biblioteca del RIDEA.
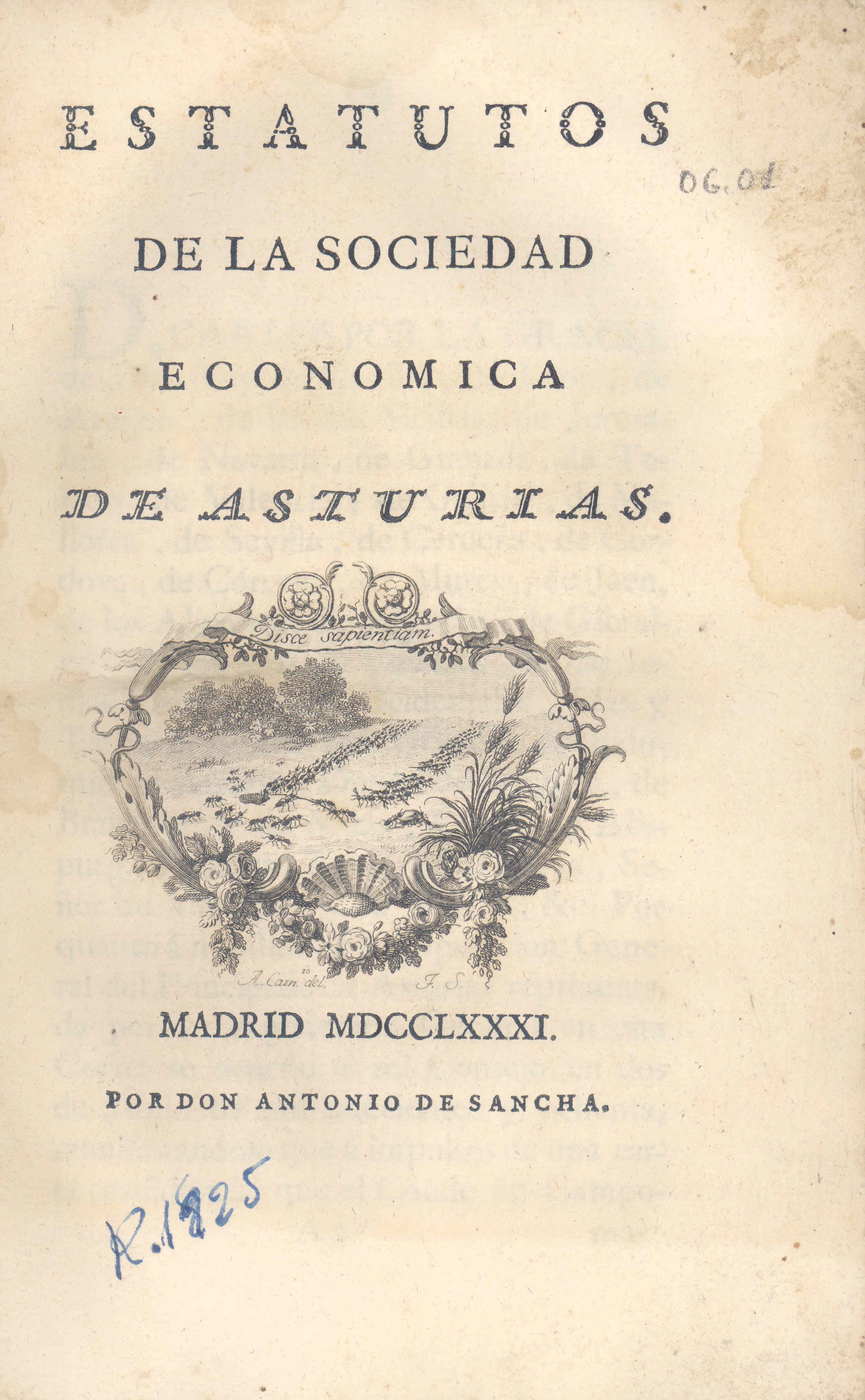
Estatutos Sociedad Económica de amigos del País de Asturias.
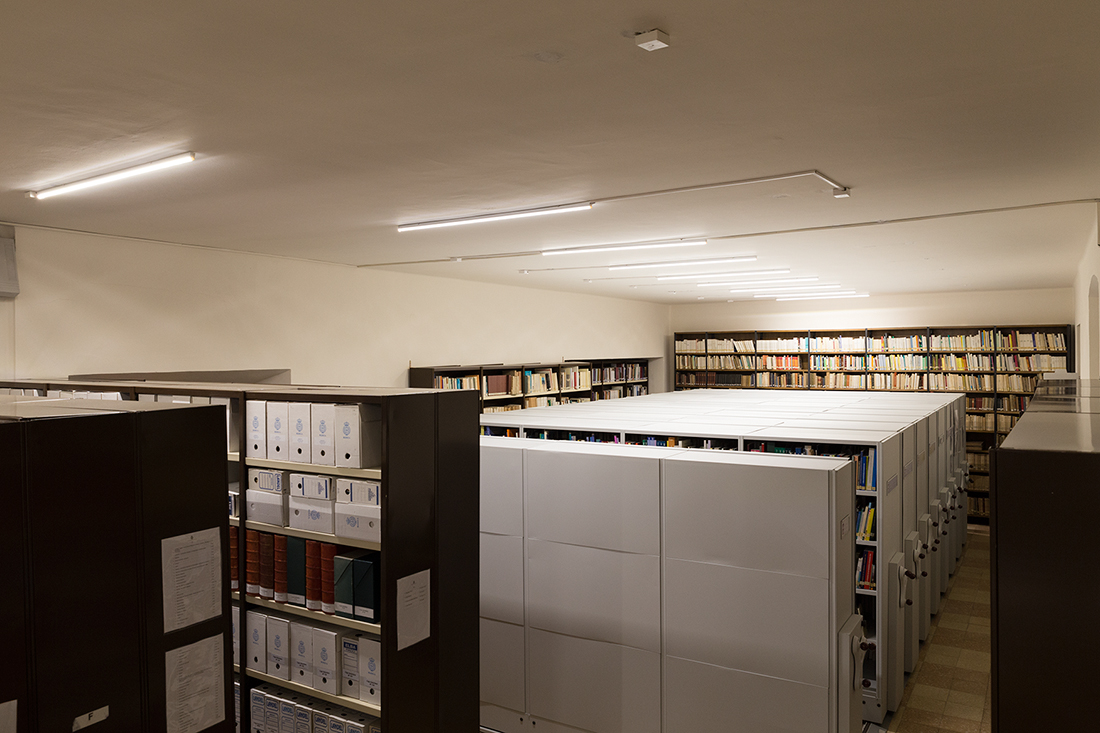
Depósito de la Biblioteca del RIDEA.
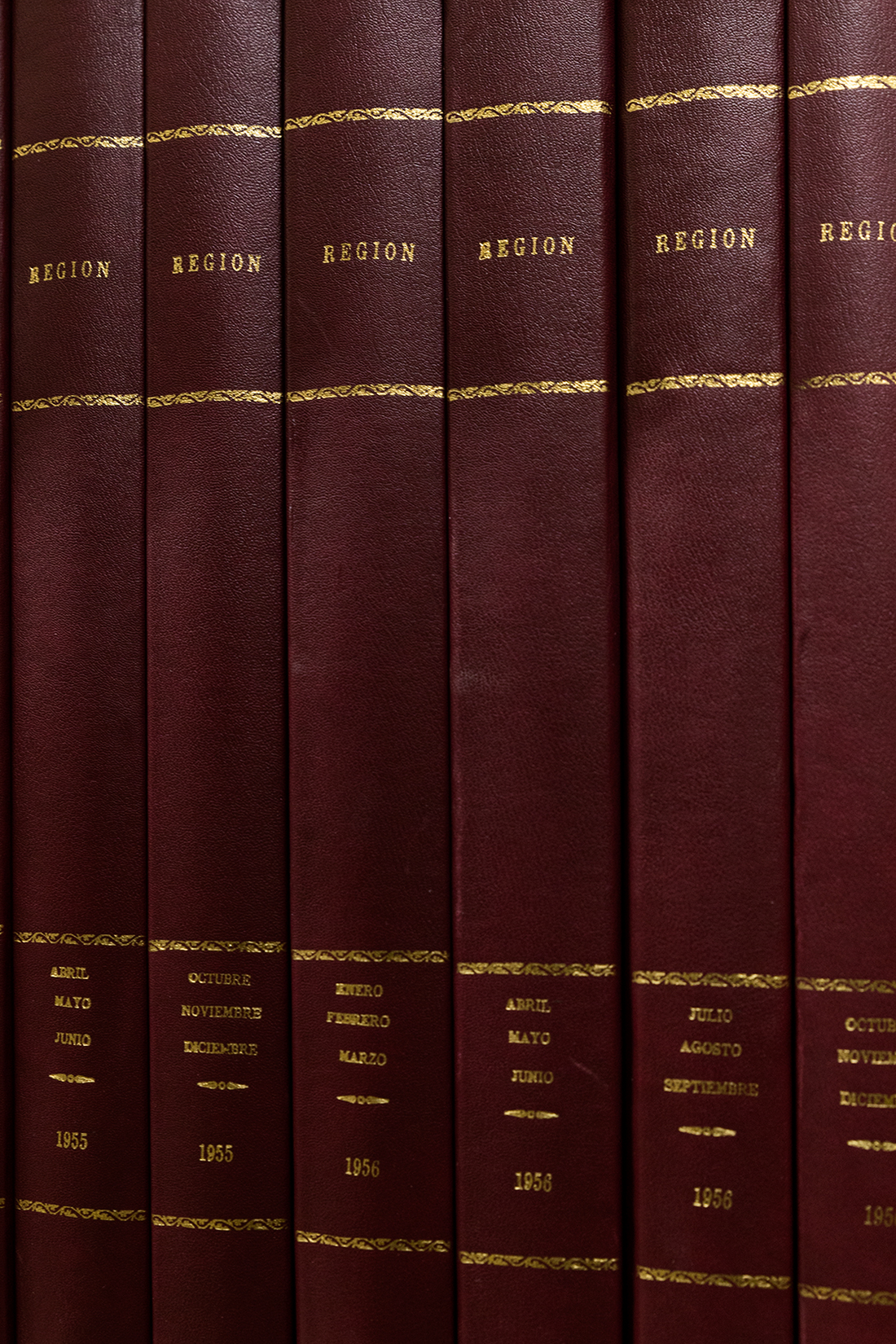
Diario Región.